# 다이카 개신
다이카 개신(일본어: 大化の改新 다이카노카이신[*])은 일본 아스카 시대의 고토쿠 오키미 2년, 일본 연호로 다이카(大化) 2년(646년) 봄 정월 갑자 초하루(1일)에 발효된 〈개신(改新)의 조(詔)〉를 토대로 한 정치 개혁 운동이다. 나카노오에노미코토(中大兄皇子, 훗날의 덴지 천황) 와 나카토미노 가마타리(中臣鎌足, 훗날의 후지와라노 가마타리)가 소가노 이루카를 암살한 을사의 변 뒤에 이루어졌다고 한다. 이 암살 사건까지 포함시켜서 ‘다이카 개신’으로 부르기도 한다.
오키미(大王, 음독하면 '대왕'이지만 천황의 뜻으로 사용)의 궁(수도)을 아스카(나라)에서 나니와 궁(難波宮, 지금의 오사카시 주오구)으로 옮기고, 소가 씨를 포함한 아스카의 호족을 중심으로 이루어지던 정치 구조가 오키미 중심의 정치로 바꿨다. 이때부터 황제국만 사용할 수 있는 연호를 사용하였는데 ‘다이카’라는 일본 역사상 최초의 연호를 사용했다. 원래 오오키미(大王)은 황제와 같은 의미로서 야마토국의 황제라는 의미로 사용됐었다. 다이카 개신이 일어나고 나서부터 오오키미(大王)이라는 단어를 덴노(天皇,천황)라는 글자와 병용하며 쓰기 시작하였다. 또한 덴지천황 이후 덴무천황때 일본서기가 작성되었다.

## 개요
20세기 중후반기까지 일본에서 다이카 개신은 일본의 율령제가 도입된 시기로 이해되었다. 다음 항목은 《일본서기》 등을 토대로 다이카 개신의 경과를 기록하겠지만, 1967년 12월 후지와라쿄(藤原京) 북쪽 외호(外濠)에서 발굴된 ‘기해년서기 699년 10월 가즈사국 아와노고오리(阿波評) 마쓰사토 향(己亥年十月上捄国阿波評松里□)’이라는 명문이 적힌 목간(木簡)이 발굴되면서 그때까지의 ‘군평(郡評) 논쟁’은 종지부를 찍었으며, 〈개신의 조〉라 불리는 문서도 《일본서기》 편찬시에 가필되고 후세에 윤색되었음이 판명되었다.

### 을사의 변
소가씨는 소가노 이나메(蘇我稲目) - 우마코(馬子) - 에미시(蝦夷) - 이루카의 4대에 걸쳐 정권을 장악하였다. 소가씨는 고구려, 백제, 신라, 가야와 같은 한반도의 국가의 교류로 세력이 막강하였다. 나카토미노 가마타리(中臣鎌足, 훗날의 후지와라노 가마타리)는 이러한 소가씨의 전횡에 불만을 품고 고구려나 백제 신라와 같은 중앙집권제와 같은 군주, 즉 오키미케(大王家, 일본 황실)로 권력을 되돌리고자 가루노 미코(軽皇子, 훗날의 고토쿠 오키미)에게 접촉했으나, 그의 기량이 부족함을 알고 그만두고 나카노오에노 미코에게 접근하였다. 함께 견수사 출신의 미나부치노 쇼안(南淵請安)에게 학문을 익히고 소가 씨 타도의 계획을 구상하게 되었다. 나카노오에노 미코는 같은 소가 씨임에도 에미시・이루카 부자에게 비판적이었던 소가노 구라야마다노 이시카와마로(蘇我倉山田石川麻呂, 소가노 이시카와마로)와 사에키노 고마로(佐伯子麻呂), 가쓰시로노 와카이누카이노 쓰나다(葛城稚犬養網田) 등을 끌어들였다.
나카토미오 가마타리는 소가노 이루카에게 "삼한의 사신이 왔을 때 들고온 서신을 소가노 이루카에게 읽게하자"라고 다짐하였다. 이는 삼한의 사신이 야마토 정권에 보내는 서신이 모욕적이였을 가능성을 시사한다. 당시 한반도의 고구려, 백제, 신라의 세력은 매우 막강하였으며 삼한은 일본에 많은 영향을 주고 있었고 중국 한족들은 고구려, 백제, 신라와 선비족의 막강한 세력에 의해 계속 약해지고 있었다. 선비족의 탁발씨가 북위를 건국하여 화북을 정복한 이후부터 중국 한족의 세력은 매우 약소해졌고 당시 동아시아 선박 기술로는 일본은 중국까지 배로 갈 수 있는 방법은 없었고 백제를 통해서 화북 이민족에 조공을 바치는 중국 한족 남조와 소수 교류하였다.
당시 선비족이 중국 전체를 휘어잡았고 선비족 8주국 관롱집단 지배층은 수나라와 당나라를 건국한다. 당시 고구려, 백제, 신라 등 삼한하고만 주로 교류하였으나, 일본은 견수사를 파견할 필요성이 있다고 생각하였다. 하지만 당시 동아시아 선박의 기술로는 한반도에서 일본 규슈로 가는 것은 쉬웠으나 일본에서 견수사로 중국에 가는 것은 많은 자들이 목숨을 잃었고 자살행위와 같았기 때문에 견수사로 파견되는 자들은 매우 하급층 관리들만이 뽑혔다.
견수사로 뽑힌 미나부치노 쇼안(南淵請安)은 수나라에 파견되었고 수나라가 멸망하고 선비족 8주국 집단이 당을 건국하기 이전에 일본으로 귀화하였다. 당시 삼한과 교류하던 소가노는 일본에 막강한 영향력을 주고 있었다. 이런 소가노의 일본 지배에 하급 관리였던 나카토미노 가마타리(中臣鎌足)는 매우 불만을 가지고 있었고 나카토미노 가마타리는 소가노의 영향력 아래에 있던 오오키미(천왕)의 후계자가 되고 싶었던 나카노오에노 미코(中大兄皇子)에 접근하여 친분을 쌓았다.
당시 삼한과 소가노의 영향력에 의해 차기 오오키미(천황)이 될 자는 후루히토노오에노미코토 (古人大兄皇子)였으며 후루히토노오에노미코토 (古人大兄皇子)는 소가노의 혈통이 이어져 있었다. 견수사로 파견되었지만 겨우 목숨을 잃지 않고 귀국한 하급 관리 미나부치노 쇼안(南淵請安)은 수나라에서 배운 지식을 가르치는 학원(塾)을 설치하였고 그 소문을 들은 나카노오에노미코토(中大兄皇子)와 나카토미노 가마타리는 그 학원(塾)에 다니기 시작하였다. 당시 선비족이 휘어잡던 중국은 선비족들이 한자 사용을 하며 한족 문화를 사용하기 시작하였고 한족 성씨를 사용하기 시작하였다. 한족 국가들은 당시 막강한 세력을 떨치는 고구려, 백제, 신라를 비하하지 못하였지만 선비족의 체제 아래 수나라는 막강한 고구려, 백제, 신라에 위협을 느꼈고 고구려, 백제, 신라를 일방적으로 비하하였다. 견수사로 파견된 미나부치노 쇼안(南淵請安) 또한 수나라에서 지내면서 이러한 수나라의 왜곡된 대외 사상 행태에 대해 배우게 되었다. 나카노오에노 미코(中大兄皇子)가 오오키미가 될려면 당시 오오키미에 막강한 영향력을 주는 소가노 이루카를 꼭 제거해야만 하였다. 견수사로 파견되었던 미나부치노 쇼안(南淵請安)으로부터 수나라의 과장되고 왜곡된 대외 사상을 배운 나카토미노 가마타리는 이전까지의 고구려, 백제, 신라가 일본 오오키미에 보내는 서신들을 삼한의 강한 영향력 때문에 납득하고 있었다. 하지만 미나부치노 쇼안(南淵請安)으로부터 수나라가 삼한에 대해 왜곡하는 잘못된 대외 사상을 배우게 되었으며 삼한이 보내는 서신들이 일본 오오키미를 무시한다는 것에 불만을 가졌다. 미나부치노 쇼안으로부터 왜곡된 사상을 배운 나카토미노 가마타리는 오오키미가 다이카 연호를 사용해야하며 삼한을 번국으로 삼아야 한다고 주장하였다. 하지만 당시 정세에 삼한에서 온 많은 한(韓)민족 우지(氏)들이 일본 전역에 자손을 퍼트려 일본 오오키미 왕실은 소가씨의 영향력에서 벋어나기 힘들었다.
나카토미노 가마타리는 야마토 오오키미의 왕자 나카노오에노미코토(中大兄皇子)를 설득하여 이를 빌미로 삼한의 사신이 오면 소가노 이루카를 살해하고 이루카에 의해 차기 오오키미가 될 왕자 후루히토노오에노미코토 (古人大兄皇子)를 처단하는 쿠데타를 일으키기로 한다.
고교쿠 오키미 4년(645년) 6월 12일, 아스카의 이타부키 궁(板蓋宮)에서 고구려, 백제, 신라의 사신들이 내일(來日)하였고 이 때 소가노 이루카 대신은 필히 출석하는 것을 알고 있었다. 大織冠伝에 의하면 삼한의 사신들을 부른 이유는 소가노 이루카를 불러 들이기 위함이였다고 기록되어 있다. 소가노 이루카는 삼한이 보낸 서신을 읽고 있었고 나카노오에노미코토(中大兄皇子)는 사에키노코마로(佐伯子麻呂)와 카츠라기노와카이누카이노아미타(葛城稚犬養網田)에게 칼을 주어 소가노 이루카를 죽이게 시켰다. 하지만 佐伯子麻呂와 葛城稚犬養網田는 소가노 이루카의 위엄을 보고 공포를 느껴 전신과 손이 떨려 칼을 뽑지 못하였다. 나카노오에노미코토(中大兄皇子)는 자신이 직접 칼을 들고 소가노 이루카를 찔렀다. 소가노 이루카는 자신이 어떤 죄를 지었는지 물었고 나카노오에노미코토(中大兄皇子)는 여성인 사이메이 천황 앞에서 소가노 이루카가 왕족들을 살해하고 왕위를 빼았으려 했다며 거짓말을 하였다. 소가노 이루카가 죽은 것을 보고 차기 오오키미(천황)이 될 후루히토노오에노미코토 (古人大兄皇子)은 궁에 도망치면서 "한인(韓人)들이 이루카를 죽였다. 마음이 아프다"라고 외쳤다고 기록되어 있다.「韓人殺鞍作臣 吾心痛矣」 이후 나카노오에노미코토(中大兄皇子)는 직접 천황이 되지 않고 일단 카루노미코노(軽皇子)를 천황으로 세우고 자신은 황태자가 되어 다이카 개신을 열었다. 하지만 카루노미코노(軽皇子)는 자신이 천황이 된 이후에도 소가씨 귀족들을 많은 직책에 포함시켰다.
소가노 이루카가 죽었다는 것을 듣고 일본에 귀화한 일족(帰化人の一族)들이 소가노 이루카의 복수를 하기 위해 소가노의 집에 모여 들었다. 겁에 질린 나카노오에노 미코(中大兄皇子)는 고세노도쿠다(巨勢徳多)를 파견하였고 차기 오오키미(천황)이 될려고 했던 후루히토노오에노미코토 (古人大兄皇子)가 이미 출가하여 영향력이 없다는 것을 몇달동안 설득하여 복수는 이뤄지지 않았다.
다음날 소가노 에미시까지 자신의 저택에 불을 질러 자결함으로써 소가 씨족 중심의 정치체제는 막을 내렸다. 이것을 사건이 일어난 해의 간지를 따라 「을사의 변」이라고 부른다.
쿠데타를 일으킨 나카노오에노미코토(中大兄皇子)는 나카토미노 가마타리의 의견을 듣고 천황이라는 호칭을 사용하게 되었으며 일본 역사 최초로 다이카라는 연호를 사용하게 되었다. 당시 수나라가 수나라와 대등한 위치였던 고구려와 백제를 수나라의 번국이라고 일방적으로 주장하는 왜곡 사상을 수견사 미나부치노 쇼안(南淵請安)를 통해 나카토미노 가마타리(中臣 鎌足)와 나카노오오에노미코토(中大兄皇子)가 배웠고 고구려와 백제, 신라가 일본의 번국이라는 사상 또한 이때부터 본격적으로 시작되었다. 이후 덴무 천황 때 일본서기가 작성되면서 다이카 개신 이후 천황의 일본을 찬양하기 위해 고구려,백제,신라를 일본의 번국으로 왜곡하여 기록하게 되었다.

### 신정권 발족
을사의 변 직후인 6월 14일에 고교쿠 오키미가 퇴위하고, 나카노오에노 미코는 자신이 오키미가 되는 것을 사양하는 대신 가마타리와 상담하여 왕제(王弟) 가루노 미코를 즉위시키고(고토쿠 오키미) 자신은 황태자가 되었다. 이것은 스이코 오키미 때 쇼토쿠 태자가 황태자로서 정치 실권을 쥐었던 것을 답습한 것으로 추정되고 있다.
- 대왕 고토쿠 오키미, 황태자 나카노오에노 미코
- 좌대신 아베노 우치마로노 오미(阿部内麻呂臣), 우대신 소가노 구라야마다노 이시카와마로, 우치노오미 나카토미노 가마타리
- 구니노하카샤 다카무코노 구로마로(高向玄理), 구니노하카샤 민(旻)

6월 19일, 고토쿠 오키미와 나카노오에가 군신을 큰 나무 아래 모아서 「제도(帝道)는 하나 뿐이다」, 「폭역(暴逆, 소가 씨)을 벌하였으니 이후 군주는 두 정치를 행하지 않고 신하는 두 조정을 섬기지 않는다」라는 신에게 맹세하는 의식을 행하고, 「다이카 원년」이라는 최초의 연호도 정했다. 연호를 다이카(大化)라 정한 후 씨성제도(氏姓制度)를 부정하는 새로운 국가체제를 건설하는 정치개혁에 착수하였다.
8월 5일에는 도고쿠(東國)에 고쿠시(國司)를 파견하고, 신정권이 목표로 하던 정치개혁에 착수했다(다만 이들 고쿠시는 임시 관직으로서 훗날의 고쿠시와는 같지 않다). 이들 고쿠시는 여덟 개 조(組)로 이루어져 있었으나 어느 지역에 파견되었는가에 대해서는 분명하지 않으며, 제3조는 게누(毛野) 방면, 제5조는 도카이(東海) 방면으로 보내졌음을 훗날의 복명(復命) 및 논공행상 기록을 통해 추정할 수 있다. 신정권은 이같은 넓이를 단위구역으로서 여덟 개 조의 고쿠시를 도고쿠로 파견했다. 가네히쓰(鐘櫃)의 제도도 정하게 된다.
한편 소가씨와 혈연이 있어 소가노 이루카에 의해 차기 오오키미로서 주목받았으나 을사의 변 이후 출가하여 요시노로 달아났던 후루히토노오에노 미코(古人大兄皇子)가 9월에 모반죄로 처형되고, 12월에는 수도를 아스카에서 셋쓰의 나니와(難波, 현재의 오사카시 주오구) 나가라노 도요사키 궁(長柄豊碕宮)으로 옮겨 정치의 중심을 호족에서 천황으로 바꾼 전환점을 마련하게 된다.

### 다이카 개신의 개요
다이카 2년(646년) 봄 정월 초하루, 신년 축하의 예가 끝나고 「개신의 조」를 선포하였다(이 개신의 조 선포를 다이카 개신의 시작으로 보고 있으나, 앞서의 에미시 · 이루카 부자를 암살한 을사의 변을 개신의 시작으로 보는 견해도 있다).
개신의 조로서 발호된 주요 정책의 내용은 다음과 같다.
1. . 지금까지 여러 호족들이 사적으로 소유하고 있던 부민(部民)과 전장(田莊)을 폐지하고 그 전답과 백성은 모두 천황의 것으로 한다(공지공민제).
2. . 기존의 구니(國), 아가타(縣), 고오리(郡) 등을 정리하고 영제국(令制國)과 그에 부수한 고오리(郡)로서 정비한다(국군제도).[1]
3. . 호적과 계장(호구 대장)을 만들어 나라에서 공민(백성)에게 공지(논밭)를 나누어 준다(반전수수법).[2]
4. . 예로부터 내려오는 부역 제도를 폐지하고, 논밭을 기준으로 각 고을의 특산물을 바치게 한다(조용조).[3]

이 밖의 다른 제도에 대해서도 큰 개혁이 이루어졌다.
박장령(薄葬令)
지금까지의 능묘(陵墓)는 자유롭게 제작되어 왔으나, 신분에 따라 제작 가능한 능묘의 규모가 규제되었다. 순사(殉死) 금지, 왕릉 제작에 걸리는 시간은 7일 이내로 제한한다는 등의 규제책이 마련되었다(이 박장령으로 일본은 고분 시대를 사실상 청산했다).
습속 개혁
남녀의 법 정리
교통 문제의 해결
도모노 미야쓰코(伴造), 시나베(品部) 폐지와 팔성백관(八省百官) 제정
기존의 세습제 직책이던 도모노 미야쓰코와 시나베를 폐지하고, 특정 씨족이 특정 직무를 세습하는 제도를 폐지하였다(예를 들어 모노노베 씨物部氏는 군사를, 나카토미 씨中臣氏는 제사를 맡던). 더불어 팔성백관(八省百官)이 제정되면서 관료제로의 이행이 이루어졌다(그러나 이후의 제사 등에서 나카토미 씨가 이를 그대로 맡는 등 세습제가 유지된 경우도 있었다).
오오미(大臣), 오무라치(大連) 폐지
오오미 ・ 오무라치를 폐지하고 대신 태정관(太政官)을 두어 좌대신 ・ 우대신으로 그 역할을 교체했다. 오오미는 오미(臣)의 가바네(姓)에서, 오무라치는 무라치(連)의 가바네에서 임명되었지만, 좌대신 ・ 우대신(후에 태정대신이 부가됨) 등의 임명은 오미 ・ 무라치의 제약이 없었다.
관위(冠位) 제도의 개정
과거 쇼토쿠 태자가 제정했던 관위 12계를 개정하여, 다이카 3년(647년) 관위 13계에서 다이카 5년(649년)에는 19계로 늘어났으며, 덴지 3년(664년)에는 26계로 개정되었다. 이것은 종래 관위 12계에 포함되지 못한, 그러나 오오미 ・ 오무라치 등이 나타나던 유력 씨족들을 관위 제도로 편성하여 천황부터 서열을 매기기 위한 개혁으로 여겨진다. 관위 수가 해마다 늘어난 것은 관료제로 전환되면서 하급 관료에게까지 지급할 관위가 부족했던 것으로 추측할 수 있다.
예법(礼法) 책정
직위에 따른 관(冠)과 의복, 예의 작법을 규정했다. 관위에 따라 착용하는 의복과 예법이 정해지고, 관위가 없는 양민은 흰 옷을 입게 했으며, 이들을 백정(白丁)이라 불렀다.
다이카 개신의 주요 정책들은 당시 견당사를 통해 유입된 정보를 바탕으로 해외의 관료제와 유교를 적극 수용한 부분이 보이지만, 기존의 씨족 제도를 한번에 바꾸지는 못하고 일본식으로 상당히 변경된 부분도 보인다.
정치 제도 개혁과 함께 외교면에서는 다카무코노 구로마로를 신라에 파견하기도 했으며, 견당사를 보내어 법제와 문화 수입에 힘썼다. 또한 고시(越) 땅에 누타리(渟足)와 이와후네(磐舟) 두 목책을 쌓아 도호쿠 지방의 에미시에 대비했다.
그러나 이러한 개혁은 순조롭게만 진행되지 못해서, 다이카 4년(648년) 개정된 관위 13계를 좌대신과 우대신조차 그에 따라 관을 착용하는 것을 거부했다고 《일본서기》는 기록되어 있다. 다이카 5년(649년)에는 좌대신 아베노 우치마로가 죽고, 우대신 소가노 구라야마다노 이시카와마로가 모반 혐의를 받아 야마다사(山田寺)에서 자결하였다. 무고함이 후에 드러나긴 했지만 그 뒤 대규모 정치 개혁의 움직임은 줄어들었으며, 650년에 연호가 하쿠치(白雉)로 바뀌면서 일단 다이카 개신은 끝이 났다.

### 그 뒤
나카노오에미코토는 고토쿠 오오키미를 천황으로 세웠지만 고토쿠와 나카노오에미코토의 불화로 하쿠치 4년(653년) 나카노오에노미코토가 수도 오사카의 나니와를 떠나 다시 나라의 아스카로 돌아가 버리면서 군신들은 모두 나카노오에미코토를 따랐고, 고토쿠 오오키미는 완전히 고립된 채 울분 속에서 이듬해 서거한다 (이 불화의 배경은 고토쿠 오오키미와 나카노오에미코토 사이의 권력 다툼과 외교 정책의 대립이 지적되고 있으나 부족한 점이 많다). 이번에도 황태자인 나카노오에미코토는 자신이 즉위하는 대신 어머니 고교쿠를 다시 즉위시킨다(사이메이 오키미).
사이메이 오키미의 시대에는 아베노 히라후(阿倍比羅夫)를 도호쿠 지방으로 보내어 에미시를 토벌하게 하는 등 지배권을 넓혔으나, 한편으로 정치 불안이 계속되어 658년에는 아리마노 미코(有間皇子)가 모반을 꾀하다 처형되기도 했다.
660년 백제의 구원 요청을 받아들여 661년 백제로의 구원병을 파병하는 것이 결정되고 사이메이 오오키미와 나카노오에미코토가 함께 지쿠시(筑紫)까지 나아가기도 했으나, 사이메이 천황은 지쿠시에서 전쟁을 지휘하다 그만 서거하고, 백제에 보냈던 구원군도 663년 백강구 전투에서 패한다. 668년에는 신라의 공격 위협에 노출된 상태에서 나카노오에미코토는 지쿠젠이나 쓰시마 등지에 한반도식 미즈키성 (水城)을 쌓고 사키모리(防人)나 봉수대를 설치하며, 오쓰 궁(大津宮)으로 천도하는 한편 기존의 부곡(部曲)을 부활시키고 호족간 융화를 꾀하는 등 국토 방위를 중심으로 국내 제도 정비에 힘을 쏟았다. 또한 이때까지 「칭제(稱制)」 형식으로 국정을 지휘하며 즉위식을 미루어오던 나카노오에미코토는 668년 오오키미(천황)으로 즉위하였다(덴지 오키미). 670년에는 새로운 호적을 만들고(경오년적) 671년에는 최초의 율령법전인 「오미령(近江令)」을 시행하였다.
671년에 덴지 오오키미가 서거하고, 덴지 오키미의 동생 오아마노미코토(大海人皇子, 훗날의 덴무 천황)와 덴지 오오키미의 아들 오토모노미코토(大友皇子) 사이의 불화로 672년 임신의 난이 일어난다. 오아마노 미코는 이 난에서 승리하고 즉위하였으며, 최초로 천황(天皇)이라는 호칭을 사용하고 형 덴지 오키미보다 더 강력하게 개혁을 추진하여 중앙집권체제를 구축하기에 이른다.

## 다이카 개신의 의문점
일본 역사에서 다이카 개신이 높게 평가된 것은 에도 막부 말기 기슈번의 중신(重臣)이었던 다테 지히로(伊達千広)가 『대세삼전고(大勢三転考)』를 저술하면서 처음으로 그 역사적 가치를 발견했고 그것이 메이지 시대에 퍼지게 되었다. 그러나 다이카 개신은 다이카 시대(645년에서 650년까지)에 한정되지 않고 고토쿠 오키미 및 나카노오에노 미코(덴지 오키미), 덴무 천황, 그리고 지토 천황의 전제 통치화를 통해 이루어진 일련의 개혁이라는 설이 요즘은 뿌리깊게 되어 있다.
- 소가노 이루카를 암살하는 쿠데타가 「삼한(三韓)의 사신이 조공의 서를 읽는 자리」에서 거행되었다는 점. 당시의 상식으로서는 외교 의식 도중에 쿠데타가 일어날 수가 없다. 외국의 사절에게 「우리 나라는 현재 내분 중이다라는 즉 지금이 자국을 도모할 절호의 기회라고 광고하는 것이나 다름없는 셈. 또한 만약 삼한의 사신이 온다고 속였서 이루카를 현장으로 불러낸 것이라고 추측하면, 그러한 삼한의 사신이 온다는 허구를 당시 국가 정책의 중심에 있던 이루카가 몰랐을 리가 없다는 것이다.[4] 또한 한인이 소가노 이루카를 죽였다라고 말한 면에서 의문점이 있다. 이것은 소가노 이루카를 죽인 나카노오에노미코토(中大兄皇子, 훗날의 덴지 천황) 와 나카토미노 가마타리(中臣鎌足, 훗날의 후지와라노 가마타리)가 한반도 도래인인 한(韓)인이라는 설이 있고 한인이 소가노 이루카를 죽였다는 것은 즉 왜국은 날조된 신공황후의 삼한 정벌 이야기로 삼한이 그동안 조공을 하러 오는 줄 착각하였으나 삼한의 사신들이 가져온 글들이 전혀 왜국이 생각하던 그런 글들이 아니였으며 그럼에도 소가노 이루카의 친삼한적인 태도에 대해 분노가 터져 쿠데타가 일어났기 때문에 "한인들 때문에 소가노 이루카가 죽었다"라고 말했다는 설이 있다.
- 조칙을 공포한 날이 「봄 정월 갑자 초하루(즉 정월 초하루)」인 점. 연초에 조칙을 내는 경우가 별로 없다는 점에서 정월 초하루에 발포되었을 가능성은 적지 않느냐는 지적이다.
- 일본에서 「고오리」를 「郡」이라는 한자로 표기하는 것은 다이호 율령(大宝律令)이 제정된 뒤의 일로, 그 이전에는 「評」을 사용한 것을 목간 등의 문서에서 확인할 수 있다.
- 개신의 조 제1조에서 공지공민(公地公民), 즉 호족 소유의 사지사민(私地私民) 폐지를 외치면서도 도모노 미야쓰코나 구니노 미야쓰코(国造)가 소유한 부곡과 전장에 대해서는 그 소유권을 인정했다.
- 「호적(戸籍)」, 「계장(計帳)」, 「반전수수(班田収授)」 등의 단어는 다이호 율령에서 처음 보이는 용어로 그 이전의 문서에는 나오지도 않는다.
- 개신의 조에서 「처음으로 경사(京師)를 수리하였다」고 했지만 실제 야마토 왕권이 도성제(都城制)를 도입한 것은 694년 후지와라쿄가 최초였다.
- 연호가 띄엄띄엄 기록되었거나 아예 없었던 시대도 존재한다. 실제로 일본에서 연호 제도가 정착된 것은 다이호 원년으로 그때까지 일본에 연호 제도라는 것이 존재했는지조차 의심스럽다.
- 다이카 2년(646년)에 내려진 박장령에 따라 최초로 화장된 군주는 지토 천황이 최초이며(남편인 덴무 천황과 합장된 것도 덴무 천황이 최초이다), 조를 반포한 고토쿠 오키미 본인조차 박장령을 따르지 않았다(고토쿠 오키미는 654년, 지토 천황은 703년에 서거).
- 소가노 에미시, 이루카 부자가 죽은 뒤에도 소가노 구라야마다노 이시카와마로가 개신 정권에서 우대신을 맡는 등 소가 씨는 여전히 무시할 수 없는 세력을 유지하고 있었다. 다이카 4년에 이시카와마로가 죄를 뒤집어쓰고 자결하긴 했지만 이 또한 다이카 정권의 기반이 취약했을 가능성을 보여주고 있다. 또한 소가 씨의 세력권이었던 아스카를 떠나서 나니와 궁으로 이동했다가 다시 아스카로 돌아왔으며, 덴지 오키미의 시대에야 아스카에서 오미로 조정을 옮겼고, 임신의 난에서 승리한 오아마노 미코는 다시 조정을 아스카로 돌렸다. 일본 황실이 아스카를 완전히 벗어난 것은 694년의 후지와라쿄 천도 때부터였으며, 701년에 다이호 율령이 반포되었다.

이러한 점 등을 들어 7세기 중후반에 다이카 개신 같은 모종의 개혁이 이루어진 것은 비교적 그 견해가 일치하지만, 그 시기는 645년보다 더 이후로 설정해야 한다는 견해도 있다. 나카노오에노 미코는 씨족 내의 내부 갈등을 이용해 세력을 꺾고 왕실의 힘을 뻗쳐 나갔을 가능성이 높으며, 일본에서 왕권이 강해진 이유의 하나로서는 진신의 난(壬申の乱)을 고려해야 한다는 견해도 있다. 율령제도가 완성된 것은 다이호 율령에 의해서였으며, 그 다이호 율령을 중심으로 《일본서기》가 풀어 기술했을 가능성이 높다. 이것은 후지와라노 후히토가 아버지 가마타리의 공적을 높이 평가했기 때문으로 여겨진다.

## 같이 보기
- 장원 (일본사)